# Santa Cruz das Flores
Santa Cruz das Flores este un oraș situat în nord-estul insulei Madeira, Portugalia.
- Populație: 2.493 (2001)
- Suprafața: 72,11 km²/7.211 ha
- Densitate: 39,55 locuitori/km²
- Cod poștal: 9???

| Nume                  | Populație | Suprafața          | Densitate | Altitudine | Locație                             |
| --------------------- | --------- | ------------------ | --------- | ---------- | ----------------------------------- |
| Caveira               | 78        | 3,29 km²/329 ha    | 23,7/km²  | -          | -                                   |
| Cedros                | 152       | 10,55 km²/1.055 ha | 14,4/km²  | -          | -                                   |
| Ponta Delgada         | 453       | 18,72 km²/1,872 ha | 24,2/km²  | -          | -                                   |
| Santa Cruz das Flores | 1.810     | 39,55 km²/3 955 ha | 45,8/km²  | 0 m        | 39,45 (39°27') N 31,11667 (31°7') W |

|       | Nord:                 |         |
| Vest: | Santa Cruz das Flores | Est:    |
|       | Sud: Lajes da Flores  | Sudest: |